# Kanton Bouligny
Der Kanton Bouligny ist seit 2015 ein französischer Wahlkreis im Arrondissement Verdun, im Département Meuse und in der Region Grand Est (bis Ende 2015 Lothringen). Hauptort des Kantons ist die Gemeinde Bouligny.

## Geschichte
Der Kanton entstand bei der Neueinteilung der französischen Kantone im Jahr 2015. Seine Gemeinden kommen aus den bisherigen Kantonen Spincourt (22 Gemeinden) und Étain (4 Gemeinden).

## Gemeinden
Der Kanton besteht aus 26 Gemeinden mit insgesamt 8892 Einwohnern (Stand: 1. Januar 2022) auf einer Gesamtfläche von 327,85 km²:
| Gemeinde                 | Einwohner 1. Januar 2022 | Fläche km² | Dichte Einw./km² | Code INSEE | Postleitzahl |
| ------------------------ | ------------------------ | ---------- | ---------------- | ---------- | ------------ |
| Amel-sur-l’Étang         | 150                      | 14,74      | 10               | 55008      | 55230        |
| Arrancy-sur-Crusnes      | 458                      | 20,16      | 23               | 55013      | 55230        |
| Billy-sous-Mangiennes    | 358                      | 24,66      | 15               | 55053      | 55230        |
| Bouligny                 | 2.428                    | 10,99      | 221              | 55063      | 55240        |
| Dommary-Baroncourt       | 745                      | 12,49      | 60               | 55158      | 55240        |
| Domremy-la-Canne         | 28                       | 3,09       | 9                | 55162      | 53240        |
| Duzey                    | 46                       | 5,77       | 8                | 55168      | 55230        |
| Éton                     | 201                      | 11,11      | 18               | 55182      | 55240        |
| Foameix-Ornel            | 228                      | 11,07      | 21               | 55191      | 55400        |
| Gouraincourt             | 70                       | 5,45       | 13               | 55216      | 55230        |
| Lanhères                 | 55                       | 4,60       | 12               | 55280      | 55400        |
| Loison                   | 117                      | 14,18      | 8                | 55299      | 55230        |
| Mangiennes               | 401                      | 18,21      | 22               | 55316      | 55150        |
| Morgemoulin              | 107                      | 6,85       | 16               | 55357      | 55400        |
| Muzeray                  | 132                      | 8,24       | 16               | 55367      | 55230        |
| Nouillonpont             | 245                      | 10,12      | 24               | 55387      | 55230        |
| Pillon                   | 250                      | 15,41      | 16               | 55405      | 55230        |
| Rouvres-en-Woëvre        | 589                      | 16,74      | 35               | 55443      | 55400        |
| Rouvrois-sur-Othain      | 193                      | 12,22      | 16               | 55445      | 55230        |
| Saint-Laurent-sur-Othain | 443                      | 16,79      | 26               | 55461      | 55150        |
| Saint-Pierrevillers      | 151                      | 11,12      | 14               | 55464      | 55230        |
| Senon                    | 299                      | 19,89      | 15               | 55481      | 55230        |
| Sorbey                   | 233                      | 12,42      | 19               | 55495      | 55230        |
| Spincourt                | 815                      | 27,28      | 30               | 55500      | 55230        |
| Vaudoncourt              | 79                       | 6,02       | 13               | 55535      | 55230        |
| Villers-lès-Mangiennes   | 71                       | 8,23       | 9                | 55563      | 55150        |
| Kanton Bouligny          | 8.892                    | 327,85     | 27               | 5505       | –            |

## Politik
Bereits im 1. Wahlgang am 22. März 2015 gewann das Gespann Jocelyne Antoine/Jean Marie Missler (beide DVD) gegen Jean Canévet/Myriame Laidier (beide FN) mit einem Stimmenanteil von 68,56 % (Wahlbeteiligung:50,47 %).
| Vertreter im conseil général des Départements | Vertreter im conseil général des Départements | Vertreter im conseil général des Départements |
| Amtszeit                                      | Name                                          | Partei                                        |
| --------------------------------------------- | --------------------------------------------- | --------------------------------------------- |
| 2015–                                         | Jocelyne Antoine Jean Marie Missler           | DVD                                           |